# Château de Roinville
Le château de Roinville est un édifice situé sur le territoire de la commune de Roinville dans le département français de l'Essonne.

## Histoire
Le château est construit dans la première moitié du XVIIe siècle.
Le château fait l'objet d'une inscription au titre des monuments historiques par arrêté du 20 février 1945.